# Asari (przystanek kolejowy)
Asari (ros. Асари) – przystanek kolejowy w miejscowości Jurmała, na Łotwie. Położony jest na linii Ryga (Torņakalns) - Tukums.